# دیلم (ابزار)

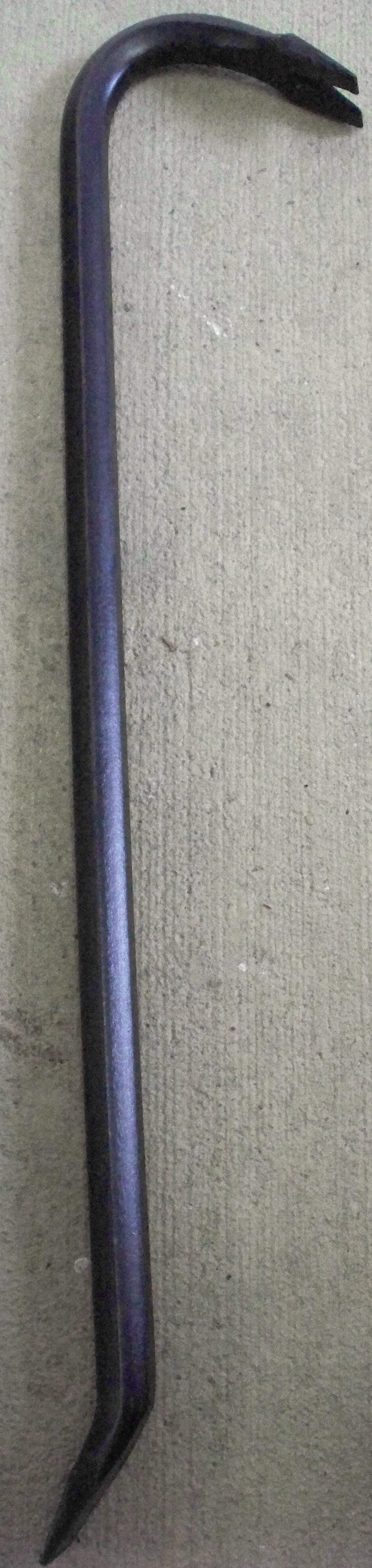
دیلم

دِیلَم نام ابزاری است شامل یک میله فلزی که یک سر آن خمیده و سر دیگر آن پهن شده‌است. گاه در سر خمیده آن شکاف کوچکی برای بیرون کشیدن میخ‌ها تعبیه شده‌است. از دیلم به عنوان اهرمی برای جدا کردن دو جسم از یکدیگر یا بیرون کشیدن میخها استفاده می‌شود. دیلم‌ها را بیشتر برای بازکردن جعبه‌های چوبی میخ‌کاری شده بکار می‌برند.
دیلم‌ها، به عنوان اهرم‌های درجه یک طبقه‌بندی شده‌است.